# سیساک
سیساک (به کرواتی: Sisak) شهری در ایالت سیساک-مسلاوینا کشور Croatia است که جمعیت آن در سال ۲۰۱۱ میلادی ۴۷٬۶۹۹ نفر بوده‌است.